# Gualtiero Bassetti
Pour les articles homonymes, voir Bassetti.
Gualtiero Bassetti, né le 7 avril 1942 à Popolano di Marradi dans la province de Florence, en Toscane, est un cardinal italien. Il est notamment archevêque de Pérouse de 2009 à 2022, et président de la Conférence épiscopale italienne de 2017 à 2022.

## Biographie

### Prêtre
Il est ordonné prêtre le 29 juin 1966 par le cardinal Ermenegildo Florit, archevêque de Florence et il entame son ministère sacerdotal comme vicaire à Florence. À partir de 1968, sa mission le conduit au petit séminaire de Florence, comme assistant et responsable de la pastorale des vocations, puis comme recteur à partir de 1972. En 1979, le cardinal Giovanni Benelli le nomme recteur du grand séminaire et en 1992 il devient vicaire général de l'archidiocèse de Florence.

### Évêque
Le 9 juillet 1994, Jean-Paul II le nomme évêque du diocèse de Massa Marittima-Piombino en Toscane. Il reçoit l'ordination épiscopale le 8 septembre suivant des mains du cardinal Silvano Piovanelli, alors archevêque de Florence.
Le 21 novembre 1998, il est transféré au siège épiscopal d'Arezzo-Cortona-Sansepolcro, toujours en Toscane.

### Archevêque
Il y reste jusqu'au 16 juillet 2009 lorsque le pape Benoît XVI le nomme archevêque de Pérouse en Ombrie. La même année, il est élu vice-président de la CEI pour le centre de l'Italie. Benoît XVI lui impose le pallium le 29 juin 2010, solennité des saints Pierre et Paul, en la basilique Saint-Pierre de Rome.
Le 16 décembre 2013, le pape François le nomme membre de la congrégation pour les évêques.
Le 24 mai 2017, il est nommé par François à la présidence de la conférence épiscopale italienne. Le 24 mai 2022, le pape nomme Matteo Maria Zuppi président de la CEI.

### Cardinal
Le dimanche 12 janvier 2014, François annonce au cours de l’Angélus, sa création comme cardinal qui aura lieu le 22 février 2014 en même temps que celle de dix-huit autres prélats .
Il atteint la limite d'âge le 7 avril 2022, ce qui l'empêche de participer aux votes du prochain conclave.

## Succession apostolique
Gualtiero Bassetti a ordonné les évêques suivants :
- Évêque Giovanni Santucci (it) (1999)
- Évêque Giuseppe Piemontese (it), O.F.M.Conv. (2014)
- Évêque Nazzareno Marconi (it) (2014)
- Archevêque Paolo Giulietti (it) (2014)
- Évêque Marco Salvi (it) (2019)
- Archevêque Giuseppe Baturi (it) (2020)
- Archevêque Ivan Maffeis (it) (2022)

## Distinction
- Grand-croix de l'ordre national du service fidèle (en) (Décret du 30 avril 2015 du président Klaus Iohannis[5])